# Tavynho Bonfá
Luiz Octavio Bonfá Burnier, conhecido pelo nome artístico de Tavynho Bonfa, (Rio de Janeiro, 28 de julho de 1952) é um cantor, compositor, arranjador, violonista e guitarrista brasileiro. Foi considerado o quarto melhor violonista brasileiro em 2001 pela enquete premiada da revista Guitar Player no Brasil.
Aos 15 anos já participava do MAU - Movimento Artístico Universitário, criado pelo psiquiatra Dr. Aloísio Porto Carreiro. Nessa época conheceu dentre outros Aldir Blanc, Gonzaguinha, Cesar Costa Filho, e Ivan Lins. Aos dezesseis anos já havia gravado jingles com Ed Lincoln e sua primeira sessão como artista teve a direção do violonista e compositor Roberto Menescal com a assistência de estúdio do também compositor Nonato Buzar, onde gravaram a música da novela para a Som Livre com um time de músicos inestimável: Luizão Maia no contrabaixo, Paulo Braga na bateria, e José Roberto Bertrami no piano. O vocal de apoio foi de Luna Messina, Sônia Burnier e Claudio Cartier. Aos dezenove anos com a anuência de seu pai ao convite do produtor de discos Raymundo Bittencourt viajou para a Espanha onde atuariam basicamente em Barcelona  por dois anos. Depois da volta da temporada na Espanha do grupo Brasil Aquarius, onde atuava como cantor e guitarrista e gravariam dois álbuns, bem no final dos anos 1960 formou, junto com o também violinista Claudio Cartier, a dupla Burnier & Cartier, que lançaram seus discos brasileiros em 1974 e 1876 o seu primeiro álbum.
Entretanto, seu primeiro contrato artístico foi com a gravadora Som Livre assinado com o Sr. João Araújo em 1970. Lançando a música "Come On To Me Together" em parceria com o jornalista e cantor do Quarteto 004, Eduardo Athayde. Esta música fez parte da trilha sonora da novela da Tv Globo em 1971, intitulada "O Homem Que Deve Morrer" dentre outros, com Glória Menezes, Tarcísio Meira, e Cláudio Cavalcanti.
Com o parceiro Mariozinho Rocha, compôs a canção "Clarear", gravada pelo grupo Roupa Nova em 1982. A canção foi tema da novela Jogo da Vida da Rede Globo.
É formado em publicidade desde 1977 (F.A.C.H.A - Rio de Janeiro), e participou de vários cursos extras na área de comunicação social.
É sobrinho do violonista Luiz Bonfá. Sua mãe D. Laís Bonfá Burnier (artesã), que completa cem anos de idade em 15 de Fevereiro de 2025 foi irmã do famoso violonista, considerado na América do Norte como um gênio sul-americano do violão. Luiz foi a grande inspiração de Tavynho nos estudos de violão, negócios da Música e da música de arranjo orquestral.

## Discografia
- Trilha sonora da Novela "O Homem Que Deve Morrer" (1971)
- Burnier & Cartier (1974)
- Fotos para a Capa do LP - Burnier & Cartier (1976)
- MPBC. Música Popular Brasileira Contemporânea (1979)
- Aventura (1982)
- Tudo tudo (1993)
- Iluminar  (1994)